# Gnaeus Papirius Carbo (Konsul 113 v. Chr.)
Gnaeus Papirius Carbo entstammte der römischen Adelsfamilie der Papirier und verlor als Konsul 113 v. Chr. die Schlacht bei Noreia gegen die Kimbern.

## Leben
Gnaeus Papirius Carbo war vermutlich der Sohn des Prätors von 168 v. Chr., Gaius Papirius Carbo, jedenfalls aber ein jüngerer Bruder des gleichnamigen Konsuls von 120 v. Chr.
Aus einer bruchstückhaft erhaltenen Ehreninschrift, die der Seleukidenherrscher Antiochos VIII. für Carbo in Delos errichten ließ, wird geschlossen, dass Carbo vielleicht 116 v. Chr. als Prätor und anschließend als Statthalter in Asien amtierte.
Das Konsulat erreichte Carbo sieben Jahre nach seinem älteren Bruder, also 113 v. Chr. Sein Mitkonsul war Gaius Caecilius Metellus Caprarius. Damals kamen die auf Wanderung befindlichen Kimbern erstmals ins Blickfeld der Römer. Sie waren bis nach Noricum vorgedrungen und in Rom wurde offenbar befürchtet, dass sie über die Alpen nach Norditalien weitermarschieren würden. Laut der einzigen detaillierten, vom Militärhistoriker Appian stammenden Darstellung des nun folgenden Kampfes zwischen dem Germanenstamm und den Römern ließ Carbo zunächst die Alpenpässe besetzen. Er rückte sodann weiter vor, als die Kimbern nicht angriffen, und verlangte, dass sie umkehrten und das Territorium der Noriker wieder räumten, da diese römische Bundesgenossen waren. Obwohl die Kimbern der Aufforderung Folge leisteten, beschloss der Konsul, ihnen eine Falle zu stellen. Er bot ihnen an, sie durch Führer zurückgeleiten zu lassen. Diese führten die Germanen jedoch im Auftrag Carbos auf einem Umweg, so dass der Konsul auf einer kürzeren Route vorauseilen konnte und ihnen in einem Hinterhalt auflauerte. Die getäuschten Kimbern errangen jedoch in der sich nun entspinnenden Schlacht einen eindeutigen Sieg, und nur ein schweres Unwetter verhinderte die vollständige Aufreibung der römischen Armee. Deren versprengten Reste flohen in die Wälder und fanden erst nach drei Tagen wieder zueinander. Appian bezeichnet die Gegner der Römer jedoch nicht als Kimbern, sondern als Teutonen und gibt keinen Anhaltspunkt, wo genau der Kampf stattfand. Der Geograph Strabon erwähnt hingegen, dass der Schlachtort in der Nähe von Noreia gelegen habe. Die Lage dieser Stadt ist umstritten, doch dürfte sie zumindest im Gebiet von Oberkrain, Kärnten oder der Steiermark zu suchen sein. Die zahlreichen Erwähnungen von Carbos militärischem Misserfolg bei weiteren Autoren sind allesamt nur sehr knapp.
Nach seinem Konsulat wurde Carbo von Marcus Antonius, dem Großvater des gleichnamigen Triumvirn, gerichtlich belangt. Obwohl der Grund der Anklage in den erhaltenen Quellen nicht angeführt wird, scheint festzustehen, dass sich Carbo 112 v. Chr. wegen seiner Niederlage gegen die Kimbern verantworten musste, wie dies bald danach auch anderen Heerführern widerfuhr, die in den Kriegen gegen den numidischen König Jugurtha oder gegen die Kimbern erfolglos agiert hatten. Das Urteil des Verfahrens gegen Carbo ist aus einer Bemerkung des Redners Marcus Tullius Cicero nicht sicher zu entnehmen. So bleibt Interpretationsspielraum für zwei völlig widersprüchliche Thesen: Laut der einen setzte Carbo seinem Leben wegen einer drohenden Verurteilung durch Kupfervitriol ein Ende, laut der anderen wurde er freigesprochen.
Es sind zwei Söhne Carbos bekannt: Sein älterer Sohn, Gnaeus Papirius Carbo, amtierte dreimal als Konsul und stand im Sullanischen Bürgerkrieg auf Seite des Marius und Cinna, während sein jüngerer Sohn, Gaius Papirius Carbo, ein Anhänger Sullas war und 80 v. Chr. von den eigenen Soldaten gesteinigt wurde.